# Arizzano
Arizzano (piemontiul: Riscian) település Olaszországban. Lakosainak száma 1964 fő (2023. január 1.). Arizzano Ghiffa, Vignone, Bee és Verbania községekkel határos.

## Népesség
A település népességének változása:
| Lakosok száma | 2005 | 2017 | 1964 |
|               | 2017 | 2018 | 2023 |